# Ferrari FXX
El Ferrari FXX es un automóvil de carreras superdeportivo para su uso exclusivamente en pista, producido por el fabricante de automóviles italiano Ferrari S.p.A. de 2005 a 2007. Es una versión derivada del Ferrari Enzo y sucesor del F50 GT, concebida por Giuseppe Petrotta.

## Vista general

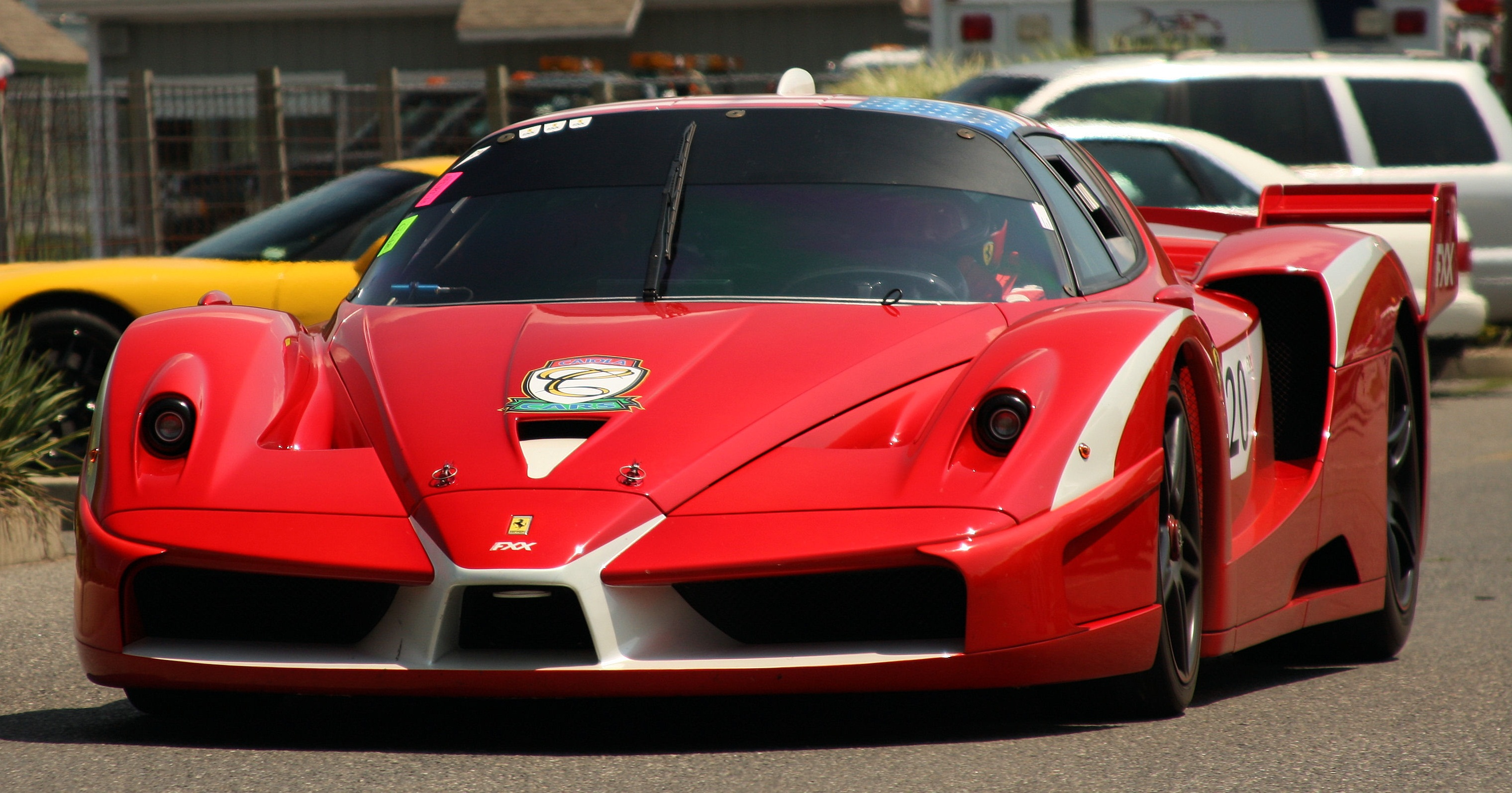
El Ferrari en su color más común: “Rosso Corsa”.

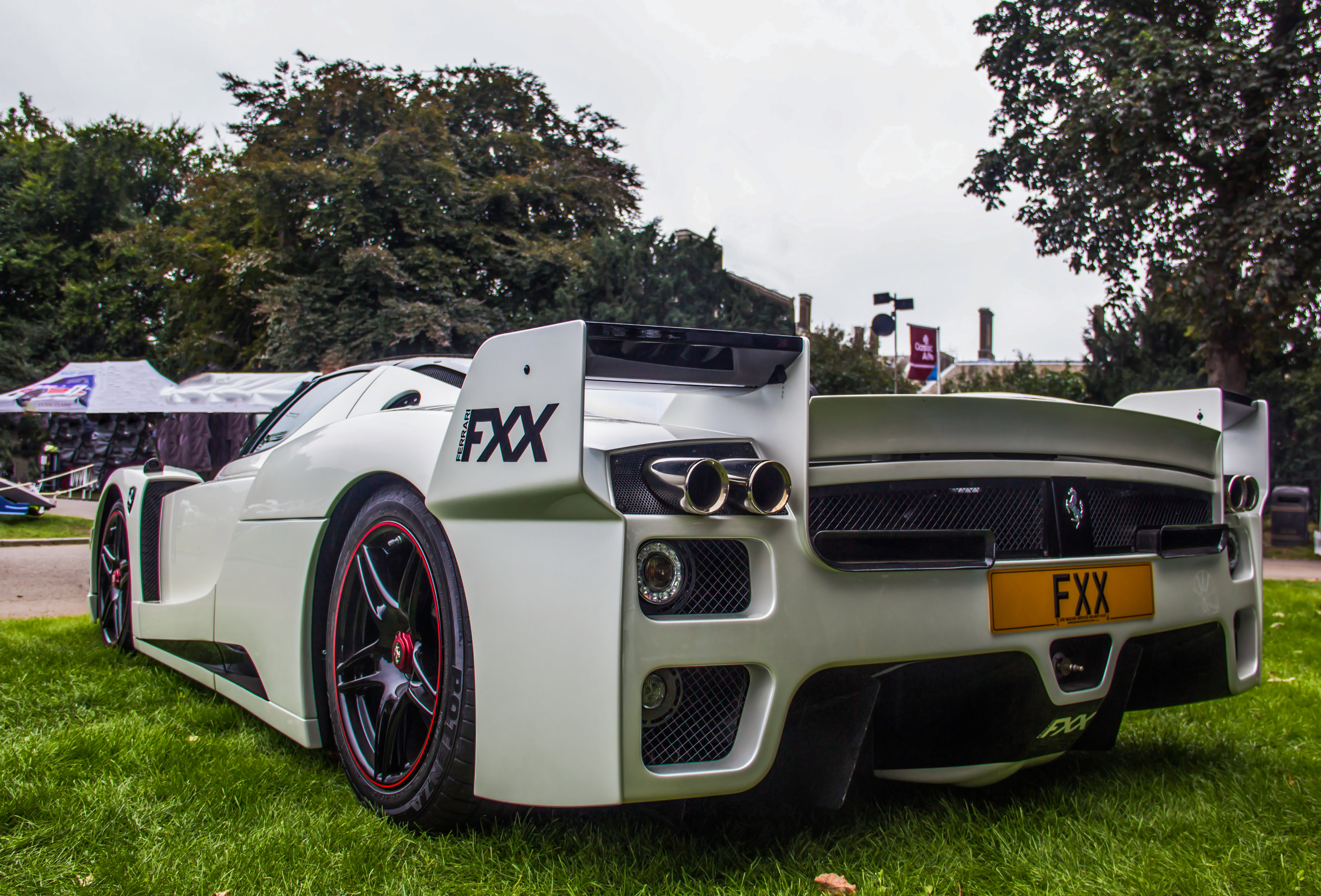
Un FXX convertido posteriormente para su uso en la calle

No está homologado para circular por la calle ni para participar en ningún tipo de competición, ya que es para su uso exclusivo en las pistas. Solamente han sido fabricadas 30 unidades, la mayoría de ellas de color "Rosso Corsa". Su fabricación ha sido posible gracias a la ayuda de Bridgestone y Brembo por hacer unos neumáticos y unos frenos específicos para el modelo, respectivamente.
Ha sido construido con la misma idea en mente que cuando se hizo el F50 GT, siendo esencialmente es una evolución del Ferrari Enzo. Tiene algunos componentes de otros vehículos de Ferrari, pero son importantes exclusivas en el FXX.
Su motorización se basa en la del Enzo, pero la cilindrada fue aumentada a 6262 cm³ (6,3 L; 382,1 plg³), mientras que la transmisión incorpora las últimas novedades de Ferrari en la Fórmula 1 y los frenos están mejorados en comparación con los del Enzo. No obstante, los discos del FXX conservan el material cerámico de los discos del otro modelo. 
Los neumáticos son de 19 pulgadas (48,3 cm) de diámetro. Al igual que en el Ferrari Enzo, el asiento y los pedales tienen una configuración personalizada para que se ajuste a las medidas exactas del usuario. Dispone de una amplia supervisión de datos y telemetría, que no solamente permite al controlador mejorar el rendimiento, sino que también proporciona valiosos datos técnicos para mejorar la estabilidad en la carretera.
En total se han producido 30 unidades, la última de las cuales fue vendida al siete veces campeón del Mundo de Fórmula 1 Michael Schumacher, quien pidió que le fabricaran uno personalizado según sus deseos: se distingue de los demás ya que es el único FXX negro sin franjas rojas, tiene un círculo de color rojo con molduras en las ruedas, y tiene también la famosa firma MS en el interior y el número 30 en las puertas, aunque originalmente iban a ser 20 unidades de este coche y todas ellas fueron vendidas a clientes preseleccionados por Ferrari, excepto uno de ellos que Ferrari mantiene en su fábrica, incluido el de Michael Schumacher, a quien le fue vendida la unidad número 30. Estos pocos clientes no solamente son los propietarios de un FXX, sino que también pueden participar en la realización de nuevos ensayos y desarrollo de marcas. Como el vehículo no está homologado para circular en la calle ni para participar en ningún tipo de competición profesional, los propietarios tienen la opción de guardar el coche en las instalaciones de Ferrari. Como parte del programa FXX, el coche se mantiene en la fábrica de Ferrari, cuyo propósito es permitir a los clientes un acceso exclusivo a la más actualizada tecnología y utilizar sus aportaciones para contribuir al desarrollo de futuros modelos. El FXX llegó a costar 1 500 000 € (excluidos los impuestos), entre el precio del coche y los servicios que ofrece con el fabricante.
En la temporada número 13 del célebre programa de la BBC Top Gear, un FXX en color negro pulverizó el récord del coche más rápido en el circuito de Dunsfold Park, un aeródromo privado que utiliza el programa, pilotado por "The Stig", el famoso piloto enmascarado que ha popularizado el programa y que en el mismo se reveló como Michael Schumacher. Sin embargo, al final del programa y en posteriores declaraciones de los presentadores, se reveló que Schumacher se disfrazó como el piloto enmascarado solamente para este programa, ya que el propietario es el único autorizado por Ferrari para poder manejarlo. El FXX bajó a 1 minuto y 10.7 segundos del récord anterior. Sin embargo, este récord fue descalificado luego que se comprobara que los neumáticos con los cuales se corrió la prueba eran de tipo "slick", algo que, según los productores del programa, no está permitido por tratarse de elementos de competición, algo prohibido porque todos los demás vehículos participantes en el reto solamente usan los neumáticos de serie.
Un ejemplar de color blanco de 2005 es el único que está homologado para circular por la calle y se encontraba a la venta en Londres.

## Especificaciones técnicas
- Distribución: DOHC 4 válvulas por cilindro (48 en total)
- Diámetro x carrera: 92 x 75,2 mm (3,62 x 2,96 pulgadas)
- Desplazamiento unitario: 521,87 cm³ (31,8 pulgadas cúbicas)
- Relación de compresión: 13.4:1
- Potencia máxima: 800 CV (789 HP; 588 kW) @ 8500 rpm
- Potencia específica: 127,7 CV por litro
- Par máximo: 70 kg·m (686 N·m; 506 lb·pie) @ 5750 rpm
- Alimentación: Inyección electrónica Bosch Motronic ME7
- Ignición: Electrónico, bujía sencilla por cilindro
- Sistema de lubricación: Cárter seco
- Embrague: Multiplato
- Dirección: Cremallera y piñón hidráulica
- Capacidad del tanque de combustible: 112 litros (29,6 galAm)
- Velocidad máxima: 345 km/h (214 mph)[2]
- Aceleración de 0 a 60 mph (97 km/h): 2.77 segundos
- Asistencias: Control de tracción (TCS)

## FXX Evoluzione

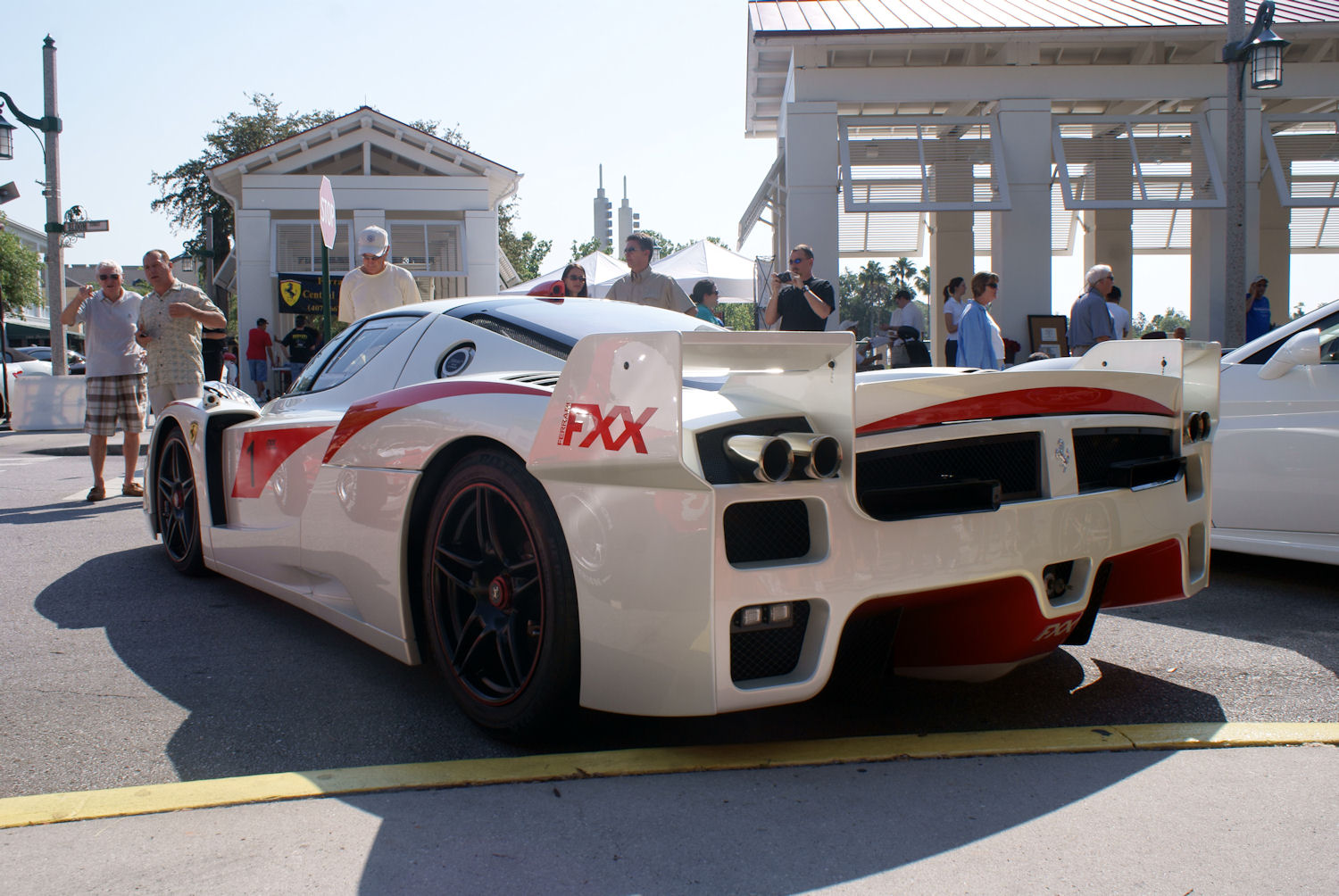
FXX Evoluzione de 2008

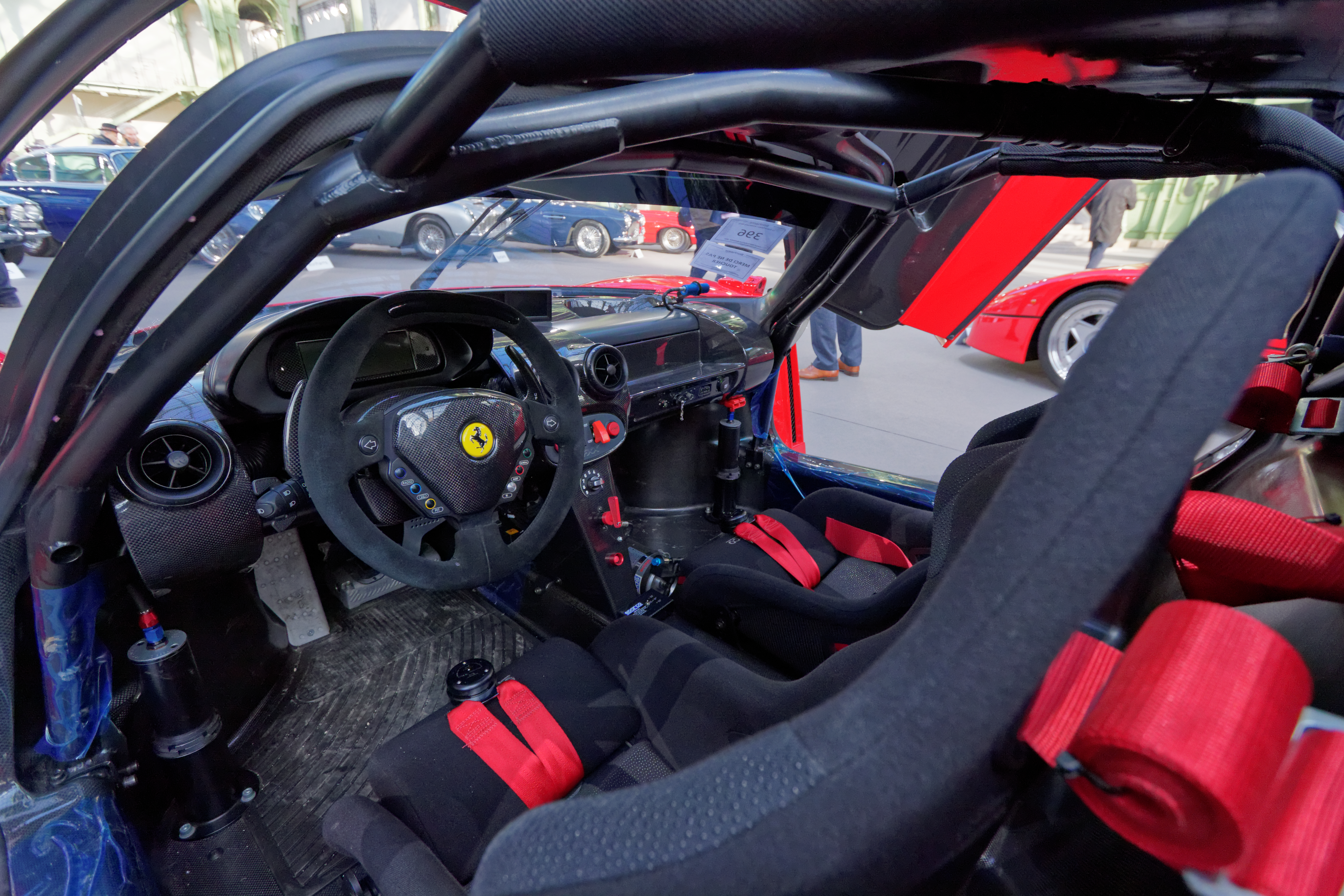
Interior de un modelo 2007 en la casa de subastas Bonhams de París en 2015

Su motor V12 de 6262 cm³ (6,3 L; 382,1 plg³) ofrece un aumento de potencia a 860 CV (848 HP; 633 kW) a las 8500 rpm y los mismos 70 kg·m (686 N·m; 506 lb·pie) de par máximo a las 5750 rpm. Pese a esta potencia desmesurada, no rompe con la tradición de la marca y es fiel a la tracción trasera. Su carrocería construida íntegramente en fibra de carbono, ofrece a 350 km/h (217 mph) una carga aerodinámica de 1500 kg (3307 libras), es decir, 430 kg (948 libras) más que el Ferrari Enzo a la misma velocidad.
Este se denomina "FXX Evoluzione" y dispone de ciertas mejoras aerodinámicas, menor tiempo necesario en el cambio de marchas en apenas 60 milisegundos, cuyo corte de inyección (línea roja) sube hasta las 9500 rpm. Este programa de ampliación podía ser aplicado a petición del propietario a cualquier FXX estándar. Cada cliente que se inscribió en el proyecto FXX por la compra de uno de los cerca de 20 o más que se construyeron, tuvo experiencias de conducción supervisado directamente por los técnicos y especialistas de Ferrari. El Evoluzione tampoco está homologado para uso en la calle, por lo se utiliza exclusivamente en la pista como parte de un programa de investigación y desarrollo en un curso específico con este primer grupo de pilotos de pruebas.
Su diseño aerodinámico produce un 40% más de carga aerodinámica que otros modelos del fabricante. También era posible ajustar la configuración de su alerón para mejorar la dinámica de conducción. Adicionalmente, Brembo creó un sistema de refrigeración en los frenos y un sistema de frenos de disco de cerámica. Su sistema de telemetría sofisticada vigila 39 diferentes parámetros de dinámica de vehículos en tiempo real, siendo también capaz de grabar otros datos según las circunstancias específicas.